# Bay, Aksu
Bay, även känt som Baicheng, är ett härad som lyder under prefekturen Aksu i Xinjiang-regionen i nordvästra Kina.